# Anilocra huacho
Anilocra huacho es una especie de crustáceo isópodo marino del género Anilocra, familia Cymothoidae.
Fue descrita científicamente por Rokickien  1984.

## Distribución
Esta especie se encuentra en Perú.